# Avocat général pour l'Irlande du Nord
Pour les articles homonymes, voir Avocat général.
L'avocat général pour l'Irlande du Nord (Advocate General for Northern Ireland), est le principal conseiller juridique du gouvernement britannique en matière de droit irlandais. Ce poste est occupé par le procureur général. L'avocat général et le solliciteur général pour la juridiction d’Angleterre-et-Galles jouissent, en Irlande du Nord, des mêmes droits d'audience que les membres du barreau d'Irlande du Nord.
L'avocat général a été créé en tant que bureau distinct après le transfert des pouvoirs de police et de justice à l'assemblée d'Irlande du Nord le 12 avril 2010.
Contrairement à l'avocat général pour l'Écosse, le poste n'est pas soutenu par un ministère distinct. Au lieu de cela, cet appui est fourni par la section de droit civil et d’Irlande du Nord du bureau du procureur général à Westminster.
Le procureur général pour l'Irlande du Nord (en) est le principal conseiller juridique de l'exécutif d'Irlande du Nord.
Depuis le 5 juillet 2024, le poste est occupé par le travailliste Richard Hermer.

## Liste des Avocats généraux
Légende de couleur (pour les partis politiques): 

| Nom              | Nom                        | Portrait         | Mandat           | Mandat          | Parti politique | Premier Ministre | Premier Ministre |
| ---------------- | -------------------------- | ---------------- | ---------------- | --------------- | --------------- | ---------------- | ---------------- |
|                  | Baronne Scotland de Asthal |                  | 12 avril 2010    | 11 mai 2010     | Travailliste    |                  | Gordon Brown     |
|                  | Dominic Grieve             |                  | 12 mai 2010      | 15 juillet 2014 | Conservateur    |                  | David Cameron    |
| Jeremy Wright    |                            | 15 juillet 2014  | 9 juillet 2018   |                 | Conservateur    |                  | David Cameron    |
| Jeremy Wright    | Theresa May                | 15 juillet 2014  | 9 juillet 2018   |                 | Conservateur    |                  |                  |
| Geoffrey Cox     |                            | 9 juillet 2018   | 13 février 2020  |                 | Conservateur    |                  |                  |
| Suella Braverman |                            | 13 février 2020  | 6 septembre 2022 | Boris Johnson   | Conservateur    |                  |                  |
| Michael Ellis    |                            | 6 septembre 2022 | 25 octobre 2022  | Liz Truss       | Conservateur    |                  |                  |
| Victoria Prentis |                            | 25 octobre 2022  | 5 juillet 2024   | Rishi Sunak     | Conservateur    |                  |                  |
|                  | Richard Hermer             |                  | 5 juillet 2024   | en cours        | Travailliste    |                  | Keir Starmer     |